# Szent Mihály-templom (Máriapócs)
A Szent Mihály főangyal templom avagy máriapócsi kegytemplom híres Mária-búcsújáró kegyhely, amely 1696-ban vált ismertté a könnyező Szűz Mária révén, amikor egy liturgia alatt a pici pócsi fatemplomban a hívek arra figyeltek fel, hogy könnyezik a Szűzanya képe. 
A jelenlegi díszes, barokk pócsi templom-épület helyén egyszerű kis fatemplom állt még a 17. század végén is.

## Története

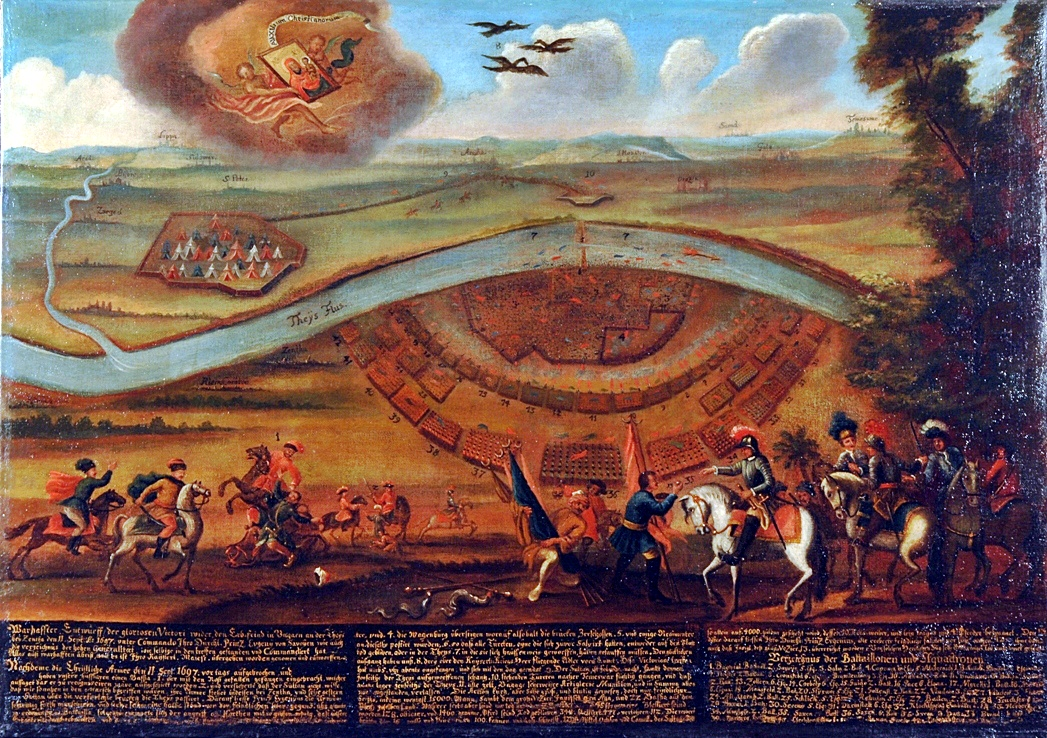
A zentai csata 1697-ben és a máriapócsi kegykép (Pötscher Madonna) ábrázolása. I. Lipót a településnek küldött bullájában elismerte, hogy a török kiűzése szempontjából kulcsfontosságú zentai győzelem Szűz Mária közbenjárásának volt köszönhető

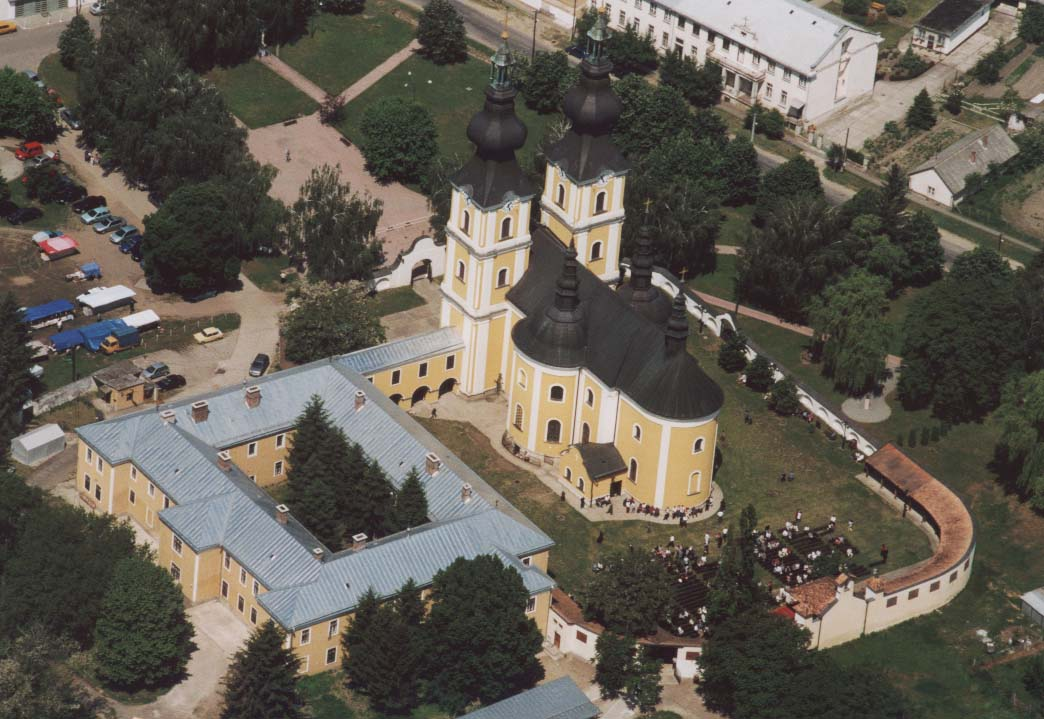
A kegytemplom madártávlatból

1676-ban Csigri László pócsi bíró fogadalomból a török rabságából történt szabadulásának emlékére egy Szűz Mária kegyképet készíttetett. A képet Papp Dániel helyi görögkatolikus lelkész öccse, Papp István festette 6 magyar forintért. Mivel Csigri nem tudta kifizetni, végül Hurta Lőrinc vette meg és ő is adományozta a helyi görögkatolikus közösségnek, akik a templomukban helyezték el.
1696. november 4-én liturgiavégzés közben úgy vették észre, mintha a kegyképen Mária szeméből könnyek folynának. Az esemény két hétig tartott folyamatosan, majd kisebb megszakításokkal egészen december 8-ig, miközben gyorsan híre ment szerte az országban. I. Lipót király neje ekkor Bécsbe vitette a képet, hogy maga is láthassa. Az utaztatás közben Bárcán, Kassa közelében három másolatot is készítettek róla. Ezek egyike a kassai Jézus-társasági templomba került; a másik a Sáros vármegyei kisfalusi kápolnába; a harmadik pedig visszakerült Pócsra, míg az eredeti Bécsben maradt (ma is ott van).
1715. augusztus 1-jén, 2-án és 5-én a pócsi másolat is könnyezett, amivel az eset kivizsgálására felállt bizottság megállapította, hogy Szűz Mária csodás könnyei másodszor is megszentelt hellyé tették a templomot. 1905-ben újra könnyezett ez a kép.
A látogatók nagy száma ekkor szükségessé tette egy nagyobb templom megépítését (igaz erre már korábban megkezdődött a gyűjtés). A templom építését Bizánczy Gennadius György, a bazilita szerzetesek fő elöljárója saját megtakarított pénzéből kezdte meg, majd Oslanszky Mihály Mánuel folytatta, aki egy kolostort is terveztetett hozzá.
Az építkezés 1731-ben indult meg és egy kényszerű hosszabb szünettel (egy egri panasz nyomán egy időre fel kellett függeszteni, így végül csak 1756-ban készültek el. A két torony kerek száz évvel később, 1856-ban épült fel.

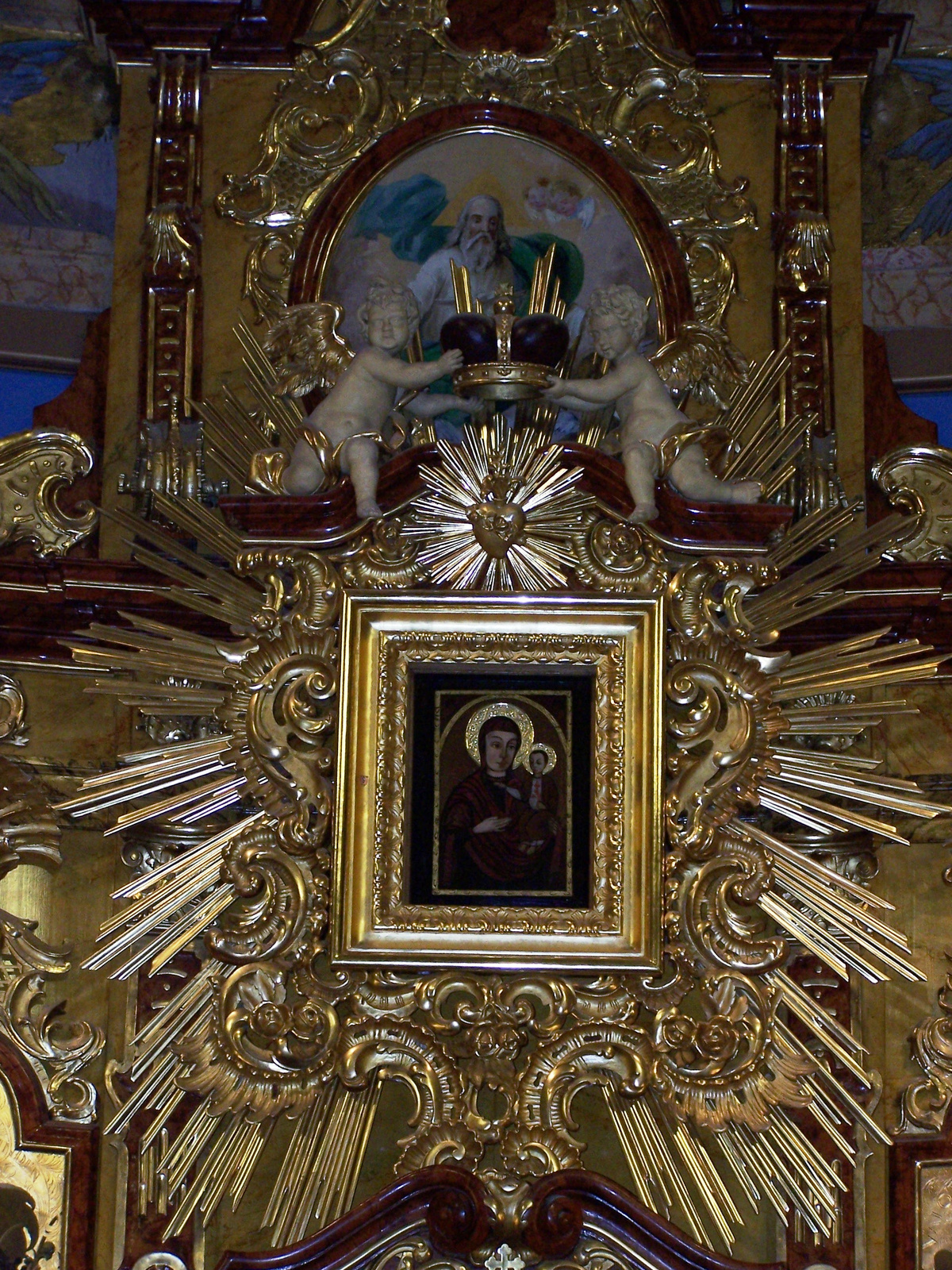
A Szűz Mária-kegykép jelenlegi helyén

Az ikonosztáz 1785–1788 között készült el. Ennek képeit 1896-ban újakra cserélték. A szintén 18. századi főoltár márványtömbje gróf Forgách Pál ajándéka. Ehhez ekkor baldachin is épült, amit később lebontottak. A két mellékoltárral és a szószékkel együtt mind barokk stílusú.
1943-ban kezdték meg a pécsi ferencesek az új kegyoltár kialakítását. A kegykép eredetileg az ikonosztáz királyi ajtaja fölött állt, ahol a nagy tömeg miatt igen nehéz feladat volt megközelíteni. Az északi mellékhajóban lévő mellékoltárt alakították át úgy, hogy a kegykép, amely erre az oltárra került, a falba vágott két új ajtón kívülről, a templomudvarról is megközelíthető legyen.
Ekkor egyúttal belső kifestését két festőművész, Boksay József és Petrasovszky Emmánuel végezte el. A templom teljes, külső-belső felújítása után a megáldásra és a kegykép áthelyezésére 1946. szeptember 8-án, az első könnyezés 250. évfordulóján került sor negyedmilliónyi zarándok jelenlétében. Két év múlva XII. Pius pápa a máriapócsi kegytemplomot „basilica minor” rangra emelte.
Máriapócs a történelmi és a mai Magyarországnak is az egyik legismertebb búcsújáróhelye. A kegyhelyet kisebb-nagyobb csoportokban az egész év folyamán látogatják, nagy búcsúja azonban háromszor szokott lenni: július 20-án, azaz Szent Illés napján, augusztus 15-én, azaz Nagyboldogasszony napján és végül szeptember 8-án, Kisboldogasszony napján.
A templom történelmének egyik kiemelkedő pillanata volt, amikor II. János Pál pápa magyarországi látogatása során, 1991. augusztus 18-án bizánci szertartású Szent Liturgiát végzett magyar nyelven a kegykép előtt. Ennek emlékére készítették el a bazilika új bronzkapuját.

## Harangjai
A Békesség harang 1650 kg-os, hangja Disz1/Esz1, a lengyel harangöntő, Marek Kawinski öntötte Orly-ban 2015-ben.
A Szent Miklós harang 1100 kg-os, hangja E1, ez a kegytemplom legrégebbi harangja. Sahlinger Antal öntötte Egerben 1835-ben.
A Szent Mihály harang 900 kg-os, hangja Fisz1/Gesz1, öntötte Gombos Miklós Őrbottyánban, 1998-ban.
A lélekharang 650 kg-os, hang A1, öntötte Fritz Wilhelm Rincker Budapesten 1922-ben.

## Harangozási rend
Minden nap reggel 6.30-kor a Szent Mihály harang szólal meg. Délben a Szent Miklós harang szólal meg. Hétköznap Szentmisére fél órával korábban a Szent Mihály harang szólal meg, majd a kezdéskor szintén a Szent Mihály harang. Minden nap este 8 órakor is a Szent Mihály harang szólal meg. Vasárnap Szentmisék előtt fél órával a Szent Mihály, majd kezdéskor a Szent Miklós harang szólal meg.